# San Matías
San Matías est une municipalité du Honduras, située dans le département de El Paraíso. Elle est fondée en 1926. La municipalité de San Matías comprend 9 villages et 21 hameaux.

## Crédit d'auteurs
- (en) Cet article est partiellement ou en totalité issu de l’article de Wikipédia en anglais intitulé « San Matías, Honduras » (voir la liste des auteurs).